# Magyarpolány
Magyarpolány (németül: Polan) község Veszprém vármegyében, az Ajkai járásban.

## Ismertetése
Magyarpolány a Balatontól 35 kilométerre, a Bakony délnyugati lejtőin elterülő, erdőkkel övezett, mintegy 1270 főt számláló, sváb település, amely a Polányi Hosszúhegy és a Kálvária-hegy közti völgyben és azok lejtőin helyezkedik el. Festői fekvését ezen hegyek és a síkság találkozása adja.
Éghajlata, levegője különösen az asztmatikus betegségben szenvedőknek kedvez. A környék szép tájai gyalogosan vagy kerékpárral, kiépített túraútvonalakon bejárhatók. A faluban élénk a kulturális élet; kiemelkedő eseménynek számít az 1993 óta rendszeresem megtartott, nemzetközi hírű Polányi Passió, aminek a Kálvária-hegy adja a természetes színterét. A régióban ilyen jellegű rendezvény nem ismert, ezért kuriozitásával kiegészíti mind Veszprém vármegye, mind a balatoni régió (40 km) turisztikai kínálatát. Az utóbbi években megnövekedett a külföldi látogatók száma is.
A másik fő rendezvény a falu életében a polányi búcsú (hivatalos nevén Nemzetiségi Napok, Zenekari Fesztivál és Búcsú), tartalmas, színes programkínálattal. Hozzájárulnak a falu kulturális életéhez a helyi művészek kiállításai, tárlatai is.
A település a családbarát turizmus jegyében, egész évben tartalmas, szervezett programokat kínál az ide látogatóknak. A településre érkező vendégeket az egyházi és népi művészet emlékei, szép természeti környezet, régi hangulatú parasztházak és vendégszerető házigazdák várják.

## Természeti viszonyai
Magyarpolány környékének legjellemzőbb kőzete az eocén korban keletkezett nummuliteszes mészkő. Lapos, pénzalakra emlékeztető mészvázas egysejtűek geológiai üledékéből épült fel ez a jellegzetes kőzet. A belőle egyenként is jól leváló részeket a magyar nyelvterület több helyén „Szent László pénzének” is nevezték. A község területének északkeleti felét nagy kiterjedésű erdők borítják. Fellelhetők itt a jellegzetes bakonyi gyertyánelegyes bükkösök a patakvölgyekben égerligetekkel. A szárazabb, sekély talajú részeken kocsánytalan tölgyelegyes csereseket találunk, de a zirci apátság 150-200 évre visszanyúló erdőgazdálkodásának következményeképpen többféle mesterségesen ültetett tölgyesek, erdei- és feketefenyvesek is fellelhetők. A Polányi-hegy és a Magyaló tömbjén lévő legelők is hajdan erdők voltak, hasonlóan a Borsod-puszták környékéhez. A legjobb mezőgazdasági területek a község határának déli részében vannak. Az Öreg-hegy meleg mikroklímájú déli-délkeleti-délnyugati hegyoldalain jó zamatú borokat adó szőlők is megteremnek.

## Megközelítése
Magyarpolány zsáktelepülésnek tekinthető, mivel közúton csak egy útvonalon érhető el, az Ajkához tartozó Bakonygyepes felől, a 8401-es útból kiágazó 84 101-es számú mellékúton. Vasútvonal nem érinti.

## Története
Magyarpolány környékéről már az i. e. 4. évezredből találtak leleteket. Csiszolt kőszerszámok, késő bronzkori eszközök és cserepek bizonyítják az ember ittlétét. Az első ismert, írásos feljegyzés 1171-ben említi Polányt, mint a Szent Mauríciusz Monostor birtokát. Középkori bencés templomáról 1256-ban emlékeznek meg.
1336-ban Polyan néven szerepel. A szláv eredetű név jelentése „mezeiek”, azaz azok, akik a mezőségben laknak. 1402-ben Polyand néven említik. 1752-től Magyar és Németpolány, majd 1899-től Magyarpolány.
1543-ban 10 adófizető portája (háza) van itt a bakonybéli apátságnak. 1545-ben Podmaniczky Rafael foglalta el, majd 1557-ben Palota (Várpalota) várához csatolják. 1564-ben Thury György birtoka 2 új épület 4 zsellér 10 adófizető portával. 1588-ban a török elől elmenekülnek, és csak 1603-ban fizetnek újra adót. Ekkor 5 háza van. 1572-ben puszta. A felszaabadító háborúk ideején is lakatlan, s csak 1696-ban térnek vissza lakói.
1696-ban a zirci ciszterciták birtoka. Lakóival a zirci ciszterci apátság szerződést köt. A falut új helyen akarják megépíteni, de az apátság nem engedi, így maradt a mai helyén. A község lakói a reformáció során evangélikussá lettek, templomukat a ciszterci uraság beleegyezésével 1661-ben építették. A templom a falu közepén, a mai plébánia előtti kifolyókút közelében lehetett.
1725-től református prédikátora és rektora (iskolaigazgatója) volt a községnek. A reformátusok az ellenreformációs időszakban a mind gyakoribbá és keményebbé váló zaklatások, üldöztetések miatt a községből elmenekülni kényszerültek. Többségük Szentantalfán telepedett le, míg utolsó prédikátoruk 1760-ban Tapolcafőre költözött.
A reformátussá lett lakosság ellensúlyozására és az elüldözöttek helyére telepítette be a zirci apátság Sziléziából és Felső-Ausztriából a németeket 1752-ben. Az anyakönyvek tanúsága szerint felvidéki szlovákok és délről horvátok is érkeztek közéjük, akik az idők folyamán elnémetesedtek.
A katolikusok számára 1751-től az uraság házában egy szobát kápolnává rendeztek be. Ez a kápolna valószínűleg a mai plébániaház ebédlője volt.
A régi Szent Mór tiszteletére épült katolikus templomnak ekkor már csak a romjai voltak láthatók a községen kívül, a mostani Kálvária domb tetején. Valószínűleg ebből a templomból maradt meg az a két faragott kő kapubéllet, ami a plébánia legutóbbi tatarozásakor 1985-ben került elő. Mindkettő lépcsőként szolgált a plébánia bejáratánál. Most az udvaron láthatók.
Az új falu, Németpolány, eredetileg Polyán egy utcáját képezte, s a most már Magyarpolánynak nevezett régi falutól egy kocsiút választotta el. A beköltözött 26 család „bükk”-ben telepedett le. Kezdetben irtásföldeket műveltek, később főleg szőlővel foglalkoztak.
Németpolány népessége 1768-ban 36 házas és két házatlan zsellér. 1785-ben Magyarpolány lakossága 528 fő, Németpolányé 154 fő. 1869-ben Magyarpolány 1058 fő, Németpolány 210 fő. 1910-ben Magyarpolány 1711 fő, Németpolány 223 fő. 1941-ben Magyar- és Németpolány együttes népessége 1856 fő.
1948-ban 150 családot, akik német anyanyelvűnek vallották magukat, kitelepítették Németországba, az akkori NDK területére. Több családot pedig Kislődre, Városlődre, Herendre, Márkóra, Bándra, Fenyőfőre és Romándra telepítettek át. Ezek később visszatértek. A kitelepített családok helyére 121 családot telepítettek be Gömörpanyitból, Pádárból, Perényből, Cibakházáról, Lókútról, Városlődről.
A plébániai anyakönyvekben található gyakoribb szláv nevek: Dubics, Gergovics, Leskovics, Mátics, Mics, Nákovics, Peternics, Paulics, Polt, Prosztovics, Szabadics, Veilandics, Vlasics stb.
Német nevek: Eisenagel, Hauser, Koch, Kleinhans, Majer, Meinczinger, Mácz, Pfeifer, Reiner, Stenger, Weisz stb.
Magyar nevek: Ékes, Fodor, Farkas, Fábián, György, Horváth, Kopácsi, Kozma, Kovács, Németh, Rosta, Sas, Vas stb.
Egy 1980-as felmérés szerint a leggyakoribb nevek a következők voltak: Polt (30 család), Weisz (21 család), György (17 család), Majer (13 család), Korbély (12 család), Meinczinger és Pfeifer (10-10 család).
A község sorsát egészen 1945-ig a zirci apátság irányította. A jobbágyfelszabadítás idején – 1848 után a kataszter egy nagybirtokosát és 282 kisbirtokosát tartja számon. Területe 5600 hold, felerészben erdő. Az erdő jórészét a század folyamán kiirtották, helyén szántóföldi és legelőgazdálkodás indult meg. Ezzel együtt fejlődött az állattenyésztés. Különösen jelentős volt a 2320 holdra terjedő ciszterci birtok állatállománya (1935). A község gazdasági jellegét még 1941-ben is a mezőgazdasági termelés jellemezte, 833 keresőjéből mindössze 48 foglalkozott iparral. Az őstermelők között nagy számban szerepeltek a nincstelenek, akik helybeli megélhetési lehetőség hiányában Kanadába vándoroltak.
A község helyzete a második világháború után alapvetően megváltozott. Magyarpolány fokozatosan az iparosodó Ajka vonzásába került. A korábban kizárólag mezőgazdasági jellegű településében az ipari foglalkoztatottság vált elsődlegessé. Az összes keresőkön belül 1960-ban az iparban foglalkoztatottak még csupán 35,3%-ot tettek, ki, a mezőgazdaság 50,7%-os részesedésével szemben. 1970-re ez az arány szinte megfordult: a keresők több mint fele (53,7%) az iparban dolgozott, a mezőgazdaságban foglalkoztatottak aránya pedig már csak 29, 8% volt.
Napjainkban a település szinte Ajka egyik „munkáskerülete”, tipikus lakófalu. Az összes keresőkön belül az iparban foglalkoztatottak aránya kétharmad (68%), a mezőgazdaságiak részaránya 7% alá zuhant.
Ajkán az ipari foglalkoztatottak aránya alacsonyabb, csupán 60,8% nyilvánvalóan a középszintű ellátási funkció munkaerőigénye miatt.
A nők foglalkoztatottsága a hatvanas években még csak lassan növekedett, 1970-re 21,5%-ról 28%-ra nőtt. A hetvenes években az ajkai munkahelyek kiépülésével egyre több nő lépett munkába (1980-ban az arány 40,8%).
A női foglalkoztatottság gyors emelkedése megnövelte az aktív keresők össznépességéhez viszonyított arányát. A magyarpolányi lakosoknak 1980-ban már több mint a fele aktív kereső (51,2%). A hatvanas években ez az arány csupán 42% körül ingadozott.
A népességszám alakulása kevésbé tükrözi ezt a folyamatot. 1960 és 1970 között a lakónépesség csak kismértékben növekedett.
A hetvenes években a népességszámnál határozott csökkenés figyelhető meg. 1361 főről az évtized végére 1282 főre csökkent. A csökkenést elsősorban az Ajkára való beköltözés okozta.
A népesség korcsoportok szerinti megoszlásának vizsgálata alapján megállapítható, hogy községünkben „elöregedési folyamat” indult meg.
1960-tól 1980-ig a gyermekek (0–14 évesek) aránya csökkent (33,2%-ról, 21,1%-ra), és az idős, nyugdíjkorhatár felettiek hányada nőtt (9,5%-ról 14,7%-ra), ez az arány – az országos átlaghoz képest még viszonylag elfogadható. Napjainkban a gyermekek aránya 21,6% (gyengén emelkedő tendencia), az idősek aránya pedig 20,1% (növekedett az elmúlt évtizedben).
1989-nem az összlakosság 1285 fő, ebből 477 a 14 éven felüli férfi, 493 a 14 éven felüli nő, és 265 a 0–14 évesek száma. A nyugdíjkorhatár fölött van 97 férfi és 189 nő. A falu lakossága 1980 – 1989-ig 57 fővel csökkent.
Az iskolázottság adatai jelentősen javultak. Míg 1960-ban a 15 éves és annál idősebb népesség alig több mint egyötöde (20,8%) végezte el az általános iskola nyolc osztályát, ez az adat 1980-ban megközelítette a 60%-ot, s már el is hagyja. Kedvezőtlen jelenség ugyanakkor, hogy az érettségizett és egyetemi – főiskolai végzettségűek száma elenyésző. Akik felsőbb iskolát végeztek, legtöbben elköltöztek a községből érthetően a munkahelyükhöz közelre.
A családok alakulásánál az országos tendenciák érvényesülnek. Rendkívüli mértékben megnőtt a két személyből álló családok aránya (1960-ban 22,9%, 1980-ban 39,8%). Ugyanilyen határozott volt nagycsaládosok arányának csökkenése, az öt és annál több főből álló családok 1960-ban 26,1%, 1980-ban már csak 8,2%.
Figyelemre méltó, hogy 1970 és 1980 között megnőtt a több (kettő vagy annál több), családból álló háztartások száma, 9,7%-ról 15,3%-ra. Ez arra utal, hogy a lakásviszonyok a lakóházak átépítésével javultak.
Magyarpolányban az elmúlt évszázadból fennmaradt lakások aránya egyáltalán nem elhanyagolható, több mint 10%. 1945 után, 1970-ig épült meg az épületek döntő többsége, (63%-a). Különösen nagyarányú és időben egyenletes ütemű volt az építési tevékenység a 60-as évektől kezdődően.
Az 1960 óta épült épületek teszik ki a lakásállomány közel kétharmad részét. A építési – jórészt átépítési – tevékenység hatására a lakások mérete és minősége alapvetően javult. Az egyszobás lakások aránya 1980-ra 41,7%-ról 14,2%-ra csökkent, a három és többszobásoké pedig 4,6%-ról 33,5% ra nőtt. 1980 – 89-ig 69 új lakóház épült.
A városba való ingázás következtében a község teljes lakóhely funkciójú községgé változott. Az alapellátást a lakóhely biztosítja, bármely középszintű ellátás (még busszal is) 15 percen belül elérhető Ajkán. Az Ajkára való beáramlással szemben megindult a visszaáramlás is. 1990-ben 16 házhelyet értékesített a települési önkormányzat. Magyarpolány védett épületállományának hasznosításában jelentős arányt képvisel a második-lakás funkció. Ez egyúttal ezen épületek megújításával és a falusi turizmus fejlődésével párosul.

## Közélete

### Polgármesterei
- 1990–1994: Tóth Péter (független)[3]
- 1994–1998: Tóth Péter (független)[4]
- 1998–2002: Sebe István (független)[5]
- 2002–2006: Sebe István (független)[6]
- 2006–2010: Polt Rita (független)[7]
- 2010–2014: Polt Rita (független)[8]
- 2014–2019: Grőber József (független)[9]
- 2019–2022: Grőber József (független)[10]
- 2022–2024: Grőber József (független)[11]
- 2024– : Harta Tamás (független)[1]

A településen 2022. június 26-án időközi polgármester-választást (és képviselő-testületi választást) kellett tartani, mert az előző képviselő-testület 2021. július 20-án feloszlatta magát. A választáson a hivatalban lévő polgármester is elindult, és egyetlen kihívójával szemben meg is nyerte azt.

## Népesség
A település népességének változása:
| Lakosok száma | 1170 | 1162 | 1175 | 1289 | 1317 | 1278 | 1268 |
|               | 2013 | 2014 | 2015 | 2021 | 2022 | 2023 | 2024 |

A 2011-es népszámlálás során a lakosok 92,4%-a magyarnak, 39,9% németnek, 0,3% románnak mondta magát (6,9% nem nyilatkozott; a kettős identitások miatt a végösszeg nagyobb lehet 100%-nál). A vallási megoszlás a következő volt: római katolikus 74,5%, református 2,3%, evangélikus 2,3%, görögkatolikus 0,7%, felekezeten kívüli 4,1% (14,7% nem nyilatkozott).
2022-ben a lakosság 90,1%-a vallotta magát magyarnak, 18,8% németnek, 1,4% cigánynak, 0,2% horvátnak, 0,1-0,1% románnak és ruszinnak, 1,7% egyéb, nem hazai nemzetiségűnek (9,4% nem nyilatkozott; a kettős identitások miatt a végösszeg nagyobb lehet 100%-nál). Vallásuk szerint 49,1% volt római katolikus, 3,1% református, 1,7% evangélikus, 0,3% görög katolikus, 1,1% egyéb keresztény, 0,6% egyéb katolikus, 8,4% felekezeten kívüli (35,6% nem válaszolt).

## Nevezetességei
- Műemléki védelem alatt álló lakóépületek: A régi faluszerkezetet felidéző Petőfi utca. Az itt található 43 országos védettségű tornácos bakonyi parasztházon kívül további 40 helyi védelmet élvez. A műemlék utcát a bakonyi népi építkezésre jellemző boltozatos tornácú, mellvédes, oszlopos hosszú kőházak alkotják, amelyek általában két házzal készültek a régi családi viszonyoknak megfelelően. Egy ilyen házban alakították ki 1990-től a Tájházat, amely helyi múzeumként és alkotóházként működik. Magyarpolányt majd száz védett épületével a Nemzeti Örökség részeként tartják számon. Műemlékeinek megőrzéséért és ápolásáért a közösséget Europa Nostra-díjjal jutalmazták 1993-ban.

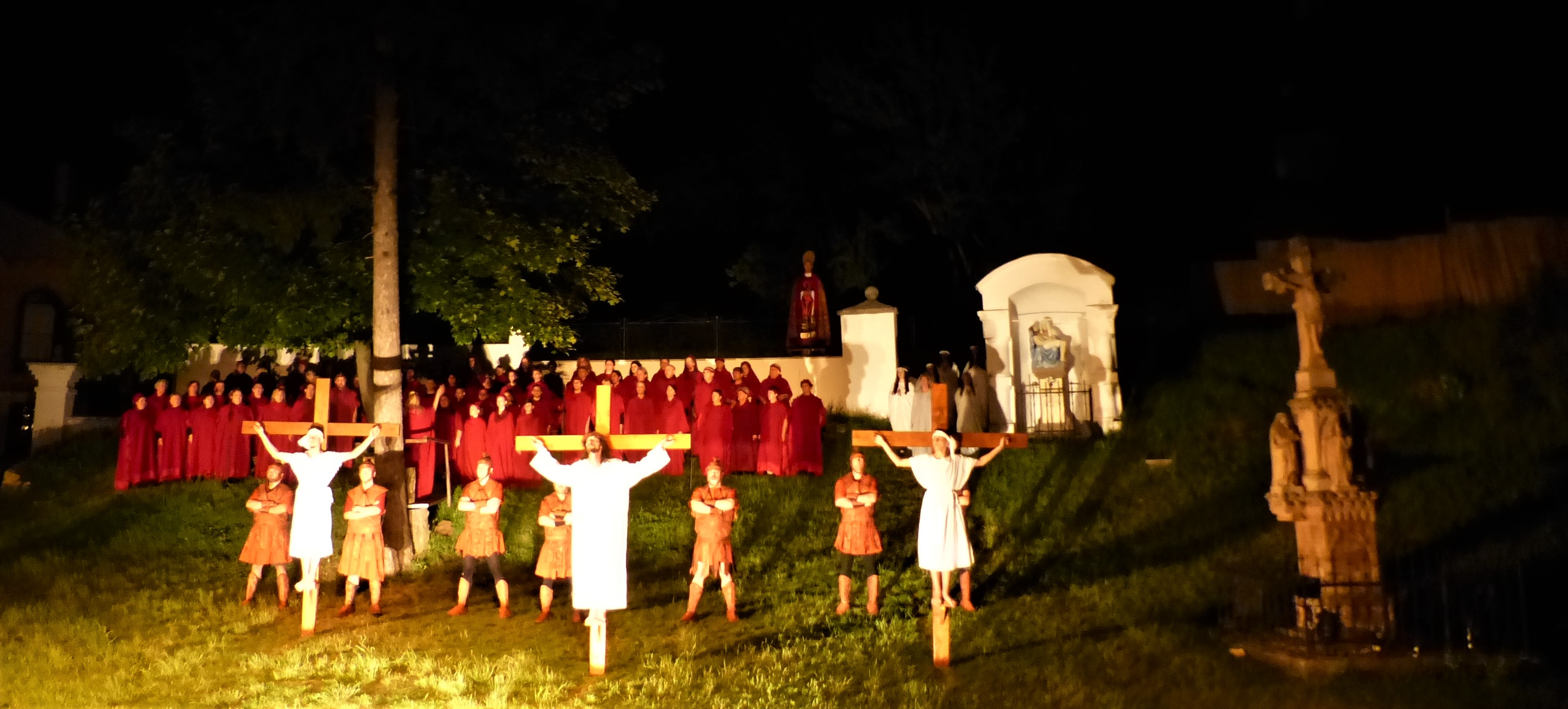
Polányi Passió 2019. június 15-én

- Kálvária: A késő barokk kálvária 1780 körül épült, majd 1855-ben megújították. Minden évben itt rendezik meg a nemzetközi hírű Polányi Passiót. Az öt, sátortetős stációban életnagyságú, festett faszobrok állnak. Ezek a fájdalmas rózsafüzér öt titkát jelenítik meg. A kálváriára 153 lépcső vezet fel. A feljárónál áll a Fájdalmas Szűz 1901-ben emelt kőszobra, ugyanitt láthatjuk azt a keresztet, amelyet az Amerikába induló 107 polányi adományából állítottak, s ezért "amerikai keresztnek" is nevezik. A Kálvária-dombon megtekinthetjük a Fájdalmas Szűz kápolnáját, melyet 1910-ben épített Weber zirci kőműves neogót stílusban. A dombról elénk tárul a falu, a környező hegyek, a bakonyi táj látványa.